# Barszczówka
Barszczówka is een plaats in het Poolse district  Białostocki, woiwodschap Podlachië. De plaats maakt deel uit van de gemeente Turośń Kościelna en telt 150 inwoners.